# ممدوح حسين عيسى الدوسري
ممدوح حسين عيسى الدوسري (ولد في 4 أغسطس 1971) هو دراج بحريني سابق. تنافس في تجربة وقت الفريق في دورة الألعاب الأولمبية الصيفية 1992 في برشلونة بإسبانيا.

## روابط خارجية
- ممدوح حسين عيسى الدوسري على موقع أوليمبيديا (الإنجليزية)